# Литория Тайлера
Лито́рия Тайлера (лат. Litoria tyleri) — вид земноводных из семейства древесных лягушек, обитающих на восточном побережье Австралии от южного Квинсленда до южной части Нового Южного Уэльса. В глубине материка не встречается. Названа в честь австралийского герпетолога Майкла Дж. Тайлера (англ. Michael J. Tyler).

## Описание

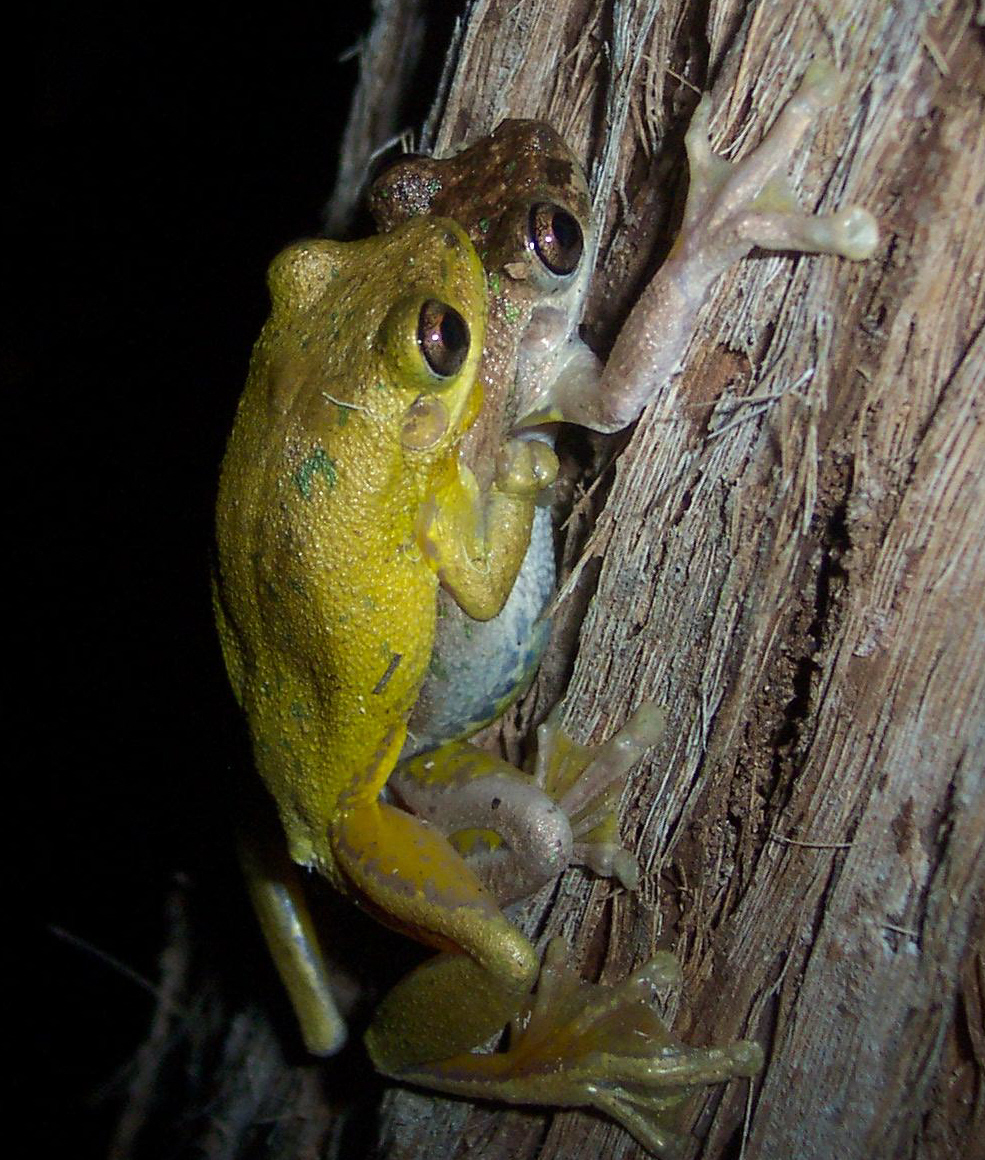
Самец и самка в амплексусе: самец имеет типичную жёлтую окраску, характерную для брачного периода

Самки крупнее самцов и достигают 50 мм в длину. Окрас спинки от серо-коричневого до палевого, брюшко светлое, бело-жёлтое. В брачный период самцы могут становиться насыщенно-жёлтыми.

## Поведение
Населяет прибрежные леса и вырубки. Обнаруживаются эти лягушки в и около небольших водоемов — у прудов и плотин, на болотах. Крики самцов можно услышать весной и летом, нередко после дождя.

## В качестве домашнего животного
Litoria tyleri иногда держат в качестве домашнего животного. В Австралии для этого необходимо иметь разрешение.